# Tantrance
Tantrance är ett serie samlingsalbum med bland annat "Goa-" och "Psytrance" (inom elektronisk musik). De började ges ut 1995 av det tyska skivbolaget Euro Media. Efter att 2002 tillfälligt upphört med utgivningen kom 2009 den senaste utgåvan, volym 13.
De enskilda albumen ges ut i digipack med två cd-skivor i varje etui. Cd-fodralen är utsmyckade enligt psykedelisk tradition med motiv från hinduisk religion och mystik, med en hinduisk gud på framsidan av cd-fodralen. På framsidan står det även "A trip to Psychedelic Trance" ('En resa till PsyTrance').
Albumen har genom åren följt utvecklingen av de psykedeliska genrerna. Några återkommande artister på albumen är Electric Universe, Etnica, Astral Projection, Zodiac Youth och Amorphous. Benämningen tantrance kan ses som en sammandragning av tantra och det engelska dance.